# Liphistius onoi
Liphistius onoi is een spinnensoort uit de familie Liphistiidae. De soort komt voor in Thailand.